# 600 mètres (athlétisme)
Pour les articles homonymes, voir 600 mètres.
 (février 2011).
Si vous disposez d'ouvrages ou d'articles de référence ou si vous connaissez des sites web de qualité traitant du thème abordé ici, merci de compléter l'article en donnant les références utiles à sa vérifiabilité et en les liant à la section « Notes et références ».
Le 600 mètres est une course pratiquée dans les universités du Canada (CIS), et une ancienne distance courue par les jeunes catégories (moins de 16 ans).
Au Canada le 600 mètres est parfois considéré comme une course de demi-fond et parfois comme un sprint prolongé.
La meilleure performance est détenue par l'Américain Johnny Gray en 1 min 12 s 81 établi à Santa Monica le 24 mai 1986, et pour les femmes par la Sud-Africaine Caster Semenya avec 1 min 21 s 77, établie à Berlin le 27 août 2017. Le record d'Europe est détenu par le Français Pierre-Ambroise Bosse en 1 min 13 s 21 le 5 juin 2016 à Birm.